# Jean-Michel Thierry
Jean-Michel Thierry (ur. 13 sierpnia 1916 w Bagnères de Luchon we Francji, zm. 2011) – francuski historyk sztuki.
Studia ukończył w Paryżu. Specjalizował się w sztuce bizantyńskiej i ormiańskiej.

## Wybrane publikacje
- Armenian Art, New York, 1989.
- Armenien im Mittelalter, Regensburg, Saint-Légar-Vauban 2002.